# John Howard Payne
John Howard Payne, född 9 juni 1791, död 10 april 1851, var en nordamerikansk skådespelare och dramatiker.
Payne vistades under ett 20-tal år i Storbritannien och Frankrike, och författade, översatte och bearbetade ett flertal dramer för brittisk scen. Mest känd är han som textförfattare till Henry Rowley Bishops opera Clari or the maid of Milan, där den kända sången Home, sweet home ingår som romans.